# 超漸近巨星分支星
超渐近巨星分支星（Super-AGB Star）也叫超AGB星，是一种质量介于以白矮星结束生命和以核坍缩型超新星结束生命之间的恒星，性质介于渐近巨星分支星和红超巨星之间的恒星。在恒星演化模型中，它们的初始质量为7.5–9.25M☉，但它们的核心氢和氦已经耗尽，离开了主序带。

## 赫罗图
超渐近巨星分支星占据赫罗图的右上角，温度在3000到4000K，与正常的渐近巨星分支星和红超巨星相似。这些凉爽的温度允许分子在其光球层和大气中形成。超AGB星由于其较冷的表面温度而在红外光谱中发出大部分光。

## 钱德拉塞卡极限和他们的一生
由于持续的氢（H）和氦（He）壳燃烧，一颗超AGB星的核心可能增长到（或超过）钱德拉塞卡极限，最后成为核塌缩型超新星。最大质量的超AGB星（大约9M☉）被推测为以电子俘获型超新星结束其一生。由于第三次疏浚效率和AGB质量损失率的不确定性，这一判断的误差可能导致电子俘获超新星的数量增加一倍左右，这也支持了这些恒星占卫星探测到的超新星的66%的理论。
这些恒星处于与红巨星类似的生命阶段，如毕宿五、蒭藁增二和天鵝座χ，处于开始变亮的阶段，它们的亮度趋于变化，随着它们的大小和温度而变化。
这些恒星代表了向更大质量的超巨星的过渡，它们经历了比氦更重的元素的完全聚变。在三阿尔法过程中，也产生了一些比碳重的元素：主要是氧，但也有一些镁、氖，甚至更重的元素，获得一个氧-氖（ONe）核心。超AGB星发展出部分退化的碳-氧核心，这些核心大到足以在类似于早期氦闪光的闪光中点燃碳。在这个质量范围内，第二次疏浚是非常强大的，这使得核心的大小低于在更高质量的超巨星中发生的氖燃烧所需的水平。